# Sarcophaga arabari
Sarcophaga arabari är en tvåvingeart som beskrevs av Thomas Pape 1996. Sarcophaga arabari ingår i släktet Sarcophaga och familjen köttflugor. Inga underarter finns listade i Catalogue of Life.